# Frederick Lewis Allen
Frederick Lewis Allen, né le 5 juillet 1890 et mort le 13 février 1954, est l'éditeur de Harper's Magazine et un historien remarquable de la première moitié du XXe siècle. Auteur de Only Yesterday XXe siècle. Il s'est spécialisé dans la rédaction de l'histoire récente et populaire.

## Biographie
Allen est né à Boston, dans le Massachusetts. Il étudie à Groton puis à l'université Harvard en 1912 où il obtient sa maîtrise en 1913. Il enseigne brièvement à Harvard avant de devenir rédacteur en chef adjoint de l'Atlantic Monthly en 1914, puis rédacteur en chef de The Century en 1916. Il commence à travailler pour Harper's en 1923, il devient rédacteur en chef en 1941, poste qu'il occupe jusque peu avant sa mort, à l'âge de 63 ans, à New York. Son épouse, Dorothy Penrose Allen (née Cobb, cousine germaine de l'ambassadeur Ellsworth Bunker (en)), décéde juste avant la publication en 1931 de son livre le plus connu, Only Yesterday.
La popularité d'Allen coïncide avec un intérêt croissant du public amateur des livres d'histoire dans les années 1920 et 1930. Cet intérêt est accueilli non pas seulement par les historiens universitaires, mais aussi par des amateurs féru d'histoire comme Carl Sandburg, Bernard DeVoto, Douglas Southall Freeman, Henry F. Pringle (en) et Allan Nevins (avant qu'il ne soit nommé à l'université Columbia).
Son livre le plus célèbre est l'énorme succès Only Yesterday (1931), qui relate la vie américaine dans les années 1920, est un best-seller. Le film hollywoodien Only Yesterday de 1933 est apparemment basé sur son livre, mais utilise en réalité uniquement sa chronologie, avec une intrigue fictive adaptée d'un roman de Stefan Zweig.
Il collabore avec Mabel Simis Ulrich une femme médecin américaine et éducatrice en matière de santé, pour une anthologie rédigée par des écrivaines réputées, comme Mary Borden, Margaret Culkin Banning, Sylvia Townsend Warner, Susan Ertz, EM Delafield, Rebecca West, Isabel Paterson et Tempête Jameson. Il collabore également dans The More I See Of Men (Harper & Brothers, 1932).
Son dernier et le plus ambitieux livre, The Big Change, est une histoire sociale des États-Unis de 1900 à 1950 (il a initialement écrit un article de Harper sur la manière dont l'Amérique avait changé entre 1850 et 1950, mais a décidé de limiter la portée chronologique de son livre). Allen écrit deux biographies, dont la première concerne Paul Revere Reynolds, agent littéraire de l’époque. Ce travail est remarquable car il contient un chapitre sur Stephen Crane, publié à titre privé.
En 1950, Allen est l'un des cinq narrateurs pour la RKO Pictures du film documentaire, The Golden Twenties, produit par Time, Inc.
La salle Frederick Lewis Allen de la bibliothèque publique de New York est créée par la Fondation Ford en 1958. Il s'agit de la salle 228e située au deuxième étage de la bibliothèque. L'admission est limitée aux écrivains sous contrat de livre avec une maison d'édition.

## Publications
- (en) Allen, Frederick Lewis (1931). Only Yesterday: An Informal History of the 1920s. New York: Harper and Row. (history).
- (en) Allen, Frederick Lewis (1935). The Lords of Creation: The History of America's 1 Percent. New York: Harper and Row. (history, biography, economics).
- (en) Allen, Frederick Lewis (1940). Since Yesterday: The 1930s in America, September 3, 1929 to September 3, 1939. New York: Harper and Row. (history).
- (en) Allen, Frederick Lewis (1944). Paul Revere Reynolds: A Biographical Sketch. Scranton: The Haddon Craftsmen. (biography).
- (en) Allen, Frederick Lewis; editors of Look Magazine (1948). Look at America. New York City. A Handbook in Pictures, Maps and Text for the Vacationist, the Traveler and the Stay-at-home. Boston: Houghton Mifflin. (travel).
- (en) Allen, Frederick Lewis (1949). The Great Pierpont Morgan. New York: Harper and Row. (biography).
- (en) Allen, Frederick Lewis (1952). The Big Change - America's Transformation 1900-1950. New York: Harper and Row. (history).